# Lista de embarcações naufragadas ao redor da costa da ilha Terceira
Este anexo é composto por uma lista de embarcações naufragadas ao redor da costa da ilha Terceira, incluindo a Baía de Angra, entre o Século XVI e o Século XX.

## século XVI
1. 1542 – Naufrágio da nau cognominada Grifo, capitaneada por Baltazar Jorge.[1]
2. 1555 - Naufrágio da nau Assumpção, comandada por Jácome de Melo.[2]
3. 1555 - Naufrágio da nau alcunhada de Algarvia Velha, acabada de chegar das Índias.[3]
4. 1556 -  (6 de Agosto) -  Naufrágio da nau Nossa Senhora da Vitória, da Carreira das Índias.[4]
5. 1556 - (6 de Agosto) - Naufrágio da nau Nossa Senhora da Assunção, Carreira das Índias.[4]
6. 1560 – Naufrágio de uma nau espanhola, da qual não se sabe o nome.[5]
7. 1583 - (21 de Outubro) – Naufrágio de 1.º patacho de um total de três embarcações naufragadas no mesmo dia. Embarcação confiscada pelos Espanhóis à Armada do Prior do Crato.
8. 1583 – 21 de Outubro – Naufrágio  de 2.º patacho. Embarcação também da Armada do Prior do Crato e confiscada pelos espanhóis.
9. 1583 – 21 de Outubro – Naufrágio de 3º patacho. Embarcação igualmente da Armada do Prior do Crato e confiscada pelos espanhóis. Estes três barcos foram atiradas para a costa pelo famoso Vento Carpinteiro.
10. 1586 - (17 de Setembro) –  Naufrágio da nau Santa Maria, de nacionalidade espanhola e  provinda de São Domingo. Devido ao nau tempo.
11. 1586 - (18 de Setembro) – Naufrágio de 1.ª nau de um total de três naufragadas no mesmo dia, era de nacionalidade espanhola e nome capitania de 30 canhões de bronze. Devido ao mau tempo.
12. 1586 – 18 de Setembro – Naufrágio  de 2.ª nau de nacionalidade espanhola e nome Nuestra Señora de la Concepción, de que se recuperou parte da carga.
13. 1586 – 18 de Setembro – Naufrágio de 3.ª nau de nacionalidade espanhola.[6]
14. 1587 - Naufrágio de um galeão português de nome Santiago capitaneado por Francisco Lobato Faria e provindo de Malaca. Perdeu a amarra, salvando-se a gente e a fazenda.[7]
15. 1587 - Naufrágio de ma nau espanhola que provinha do Novo Mundo. Foi salva a carga de ouro e prata num valor que na altura somou um total de 56 000 escudos.
16. 1588 - (Agosto) – Naufrágio da nau portuguesa São Tiago Maior, da Armada de 1586.
17. 1589 - (4 de Agosto) – Naufrágio, dentro de fortalezas, o galeão São Giraldo de nacionalidade portuguesa e  provindo de Malaca. Com este acontecimento, inicia-se o período Linschoten.[8]
18. 1589 - (20 de Outubro). Afundamento da nau espanhola Nuestra Señora de Guia, posta a pique por corsários, com 200 000 ducados em ouro, prata e pérolas a bordo.[9]
19. 1589 – Naufrágio à entrada de Angra da nau espanhola Trinidad, vinda do México, o acontecimento é descrito por [9][10]
20. 1590 – (Janeiro) - Naufrágio de uma nau espanhola.
21. 1590 – Janeiro –  Naufrágio de uma nau espanhola da Armada da Biscaia.
22. 1590 – Janeiro – Naufrágio de uma nau espanhola nos rochedos à entrada da Baía de Angra.
23. 1591 – Setembro, 1.º naufrágio de um total de 12 embarcações de origem espanhola que afundaram açoitadas por uma tempestade próximo à costa da ilha Terceira, a maior parte deles nas imediações da Praia da Vitória, entre os registos encontra-se a nau Santa Maria del Puerto.
24. 1591 – Setembro, 2.º naufrágio de um total de 12 embarcações de origem espanhola que afundaram açoitadas por uma tempestade próximo à costa da ilha, a maior parte deles nas imediações da Praia da Vitória, entre os registos encontra-se a nau de Sanchez Barragan.
25. 1591 – Setembro, 3.º naufrágio de um total de 12 embarcações de origem espanhola que afundaram açoitadas por uma tempestade próximo à costa da ilha, a maior parte deles nas imediações da Praia da Vitória, entre os registos encontra-se a nau de Pedro Milanes, o Revenge.
26. 1591 – Setembro, 4.º naufrágio de um total de 12 embarcações de origem espanhola que afundaram açoitadas por uma tempestade próximo à costa da ilha, a maior parte deles nas imediações da Praia da Vitória.
27. 1591 – Setembro, 5.º naufrágio de um total de 12 embarcações de origem espanhola que afundaram açoitadas por uma tempestade próximo à costa da ilha, a maior parte deles nas imediações da Praia da Vitória.
28. 1591 – Setembro, 6.º naufrágio de um total de 12 embarcações de origem espanhola que afundaram açoitadas por uma tempestade próximo à costa da ilha, a maior parte deles nas imediações da Praia da Vitória.
29. 1591 – Setembro, 7.º naufrágio de um total de 12 embarcações de origem espanhola que afundaram açoitadas por uma tempestade próximo à costa da ilha, a maior parte deles nas imediações da Praia da Vitória.
30. 1591 – Setembro, 8.º naufrágio de um total de 12 embarcações de origem espanhola que afundaram açoitadas por uma tempestade próximo à costa da ilha, a maior parte deles nas imediações da Praia da Vitória.
31. 1591 – Setembro, 9.º naufrágio de um total de 12 embarcações de origem espanhola que afundaram açoitadas por uma tempestade próximo à costa da ilha, a maior parte deles nas imediações da Praia da Vitória.
32. 1591 – Setembro, 10.º naufrágio de um total de 12 embarcações de origem espanhola que afundaram açoitadas por uma tempestade próximo à costa da ilha, a maior parte deles nas imediações da Praia da Vitória.
33. 1591 – Setembro, 11.º naufrágio de um total de 12 embarcações de origem espanhola que afundaram açoitadas por uma tempestade próximo à costa da ilha, a maior parte deles nas imediações da Praia da Vitória.
34. 1591 – Setembro, 12.º naufrágio de um total de 12 embarcações de origem espanhola que afundaram açoitadas por uma tempestade próximo à costa da ilha, a maior parte deles nas imediações da Praia da Vitória.
35. 1591 – Setembro, naufrágio de uma nau inglesa de 40 canhões de bronze açoitada por uma tempestade próximo à costa da ilha, algures nas imediações da Praia da Vitória.
36. 1591 – Setembro, naufrágio um flibot holandês, denominado em português Pomba Branca, açoitado por uma tempestade próximo à costa da ilha, algures nas imediações da Praia da Vitória.
37. 1593 – Naufrágio da nau espanhola Nuestra Señora de los Remedios.
38. 1593 – Naufrágio da nau espanhola Trinidad.

## século XVII
1. 1605 –  Naufrágio  da nau portuguesa sob o comando do Capitão Manuel Barreto Rolim.
2. 1606 – Naufrágio da nau São Jacinto, embarcação da Carreira da Índia e provinda de Goa.
3. 1608 – Naufrágio da nau espanhola capitânia de Don Juan de Salas Valdes.
4. 1642 – Afundamento da embarcação comercial carregada de mantimentos que foi “apanhada” pelos espanhóis sitiados na Fortaleza de São Filipe durante a Guerra da Restauração. Foi afundada pela acção conjunto do mau tempo e pelo bombardeamento da artilharia portuguesa para evitar que os espanhóis adquirissem os mantimentos.
5. 1649 - 12 de Fevereiro – Naufrágio de 1.º navio (de um total de 4) provenientes do Brasil.
6. 1649 - 12 de Fevereiro – Naufrágio de 2.º navio proveniente do Brasil.
7. 1649 - 12 de Fevereiro – Naufrágio 3.º navio proveniente do Brasil.
8. 1649 - 12 de Fevereiro – Naufrágio 4.º navio proveniente do Brasil. Tendo em atenção a data. Foi certamente pela acção do mau tempo. São os 4 referidos por [11]
9. 1650 – Naufrágio da nau Santo António, vinda de São Cristóvão, salvando-se a mercadoria.
10. 1651 – Naufrágio da embarcação de origem inglesa Constant Reformation.
11. 1654 – Naufrágio na Baía da então ainda Vila da Praia do galeão português de 600 toneladas, São Pedro de Hamburgo, que vinha do Brasil. Salvou-se parte da carga e parte da artilharia.
12. 1663 – 1.º Naufrágio de 1 navio de uma frota de 11 que provinha do Brasil, foi o maior desastre de que há registo ocorrido na Baía de Angra, por acção duma tempestade. Fora o que deu à costa, a carga perdeu-se.
13. 1663 – 2.º Naufrágio de 1 navio de uma frota de 11 que provinha do Brasil.
14. 1663 – 3.º Naufrágio de 1 navio de uma frota de 11 que provinha do Brasil.
15. 1663 – 4.º Naufrágio de 1 navio de uma frota de 11 que provinha do Brasil.
16. 1663 – 5.º Naufrágio de 1 navio de uma frota de 11 que provinha do Brasil.
17. 1663 – 6.º Naufrágio de 1 navio de uma frota de 11 que provinha do Brasil.
18. 1663 – 7.º Naufrágio de 1 navio de uma frota de 11 que provinha do Brasil.
19. 1663 – 8.º Naufrágio de 1 navio de uma frota de 11 que provinha do Brasil.
20. 1663 – 9.º Naufrágio de 1 navio de uma frota de 11 que provinha do Brasil
21. 1663 – 10.º Naufrágio de 1 navio de uma frota de 11 que provinha do Brasil.
22. 1663 – 11.º Naufrágio de 1 navio de uma frota de 11 que provinha do Brasil. Este acontecimento provoca a interdição real da arribada em Angra.
23. 1674 – Naufrágio de uma embarcação de origem holandesa, de 50 canhões.[12]
24. 1690 - (26 de Março), Naufrágio sobre a amarra de uma nau destinada a Cabo Verde, carregada com sinos e cal destinados à construção de uma igreja.
25. 1690 - A 26 de Março, perde-se, a leste do Porto Judeu, uma nau-caravela portuguesa com destino a Cabo Verde, carregada de cal, morreram os seus 22 tripulantes.
26. 1694 – Naufraga a cerca de 25 léguas a leste da ilha, uma fragata de nacionalidade francesa denominada La Cassandre.
27. 1697 – 1.º naufrágio de uma frota de 4 navios carregados de trigo.
28. 1697 – 2.º naufrágio de uma frota de 4 navios carregados de trigo.
29. 1697 – 3.º naufrágio de uma frota de 4 navios carregados de trigo.
30. 1697 – 4.º naufrágio de uma frota de 4 navios carregados de trigo.
31. 1698 – Junho, último naufrágio documentado no século XVII, o do navio francês St. François, este acontecimento deu origem ao início do “século dos naufrágios franceses”.

## século XVIII
1. 1702 - (10 de Dezembro), naufrágio da fragata francesa Fla Orbanne, naufraga nos baixios de Angra. Este acidente deixou informações nos livros de óbitos da freguesia da Sé, aquando da inumação dos náufragos dados à costa da cidade.[13]
2. 1721 – Dezembro, um navio francês, o Le Elisabeth, naufraga na Baía de Angra. houve náufragos que foram sepultados nos cemitérios da cidade.
3. 1727 – Naufraga a 12 léguas da costa, à nau Rainha Santa, que provinda da Bahia, Brasil.
4. 1750 – Naufrágio da fragata francesa Andromade, provinda de São Domingo.

## século XIX
1. 1811 – 10 de Março, naufrágio por força de uma tempestade de uma escuna inglesa, a Mirthe que encalha  no areal do Porto Novo.
2. 1811 - 10 de Março, naufrágio por força de uma tempestade de uma escuna inglesa, a Louise na Prainha.
3. 1811 – (4 de Dezembro) - 1.º naufrágio de uma frota de 7 navios, açoitados pelo temporal.
4. 1811 – 4 de Dezembro - 2.º naufrágio de uma frota de 7 navios, açoitados pelo temporal.
5. 1811 – 4 de Dezembro - 3.º naufrágio de uma frota de 7 navios, açoitados pelo temporal.
6. 1811 – 4 de Dezembro - 4.º naufrágio de uma frota de 7 navios, açoitados pelo temporal.
7. 1811 – 4 de Dezembro - 5.º naufrágio de uma frota de 7 navios, açoitados pelo temporal.
8. 1811 – 4 de Dezembro - 6.º naufrágio de uma frota de 7 navios, açoitados pelo temporal.
9. 1811 – 4 de Dezembro - 7.º naufrágio de uma frota de 7 navios, açoitados pelo temporal.[14]
10. 1815 – (10 de Março), por força de uma tempestade encalha uma escuna inglesa, a Belle of Plymouth, no areal do Porto Novo.
11. 1817 – Naufrágio junto da costa ao bater num recife costeiro frente à freguesia de São Mateus o barco São José do Bonfim.
12. 1819 - A 7 de Janeiro, encalha na costa junto à freguesia de Santa Bárbara uma embarcação de cabotagem. Morrem 6 tripulantes.
13. 1829 - A 11 de Agosto foi afundada a tiro de canhão, dentro da Baía da Praia da Vitória, uma lancha de desembarque. Neste acontecimento morreram 120 granadeiros.
14. 1831 - A 17 de Abril, Naufrágio de uma escuna da armada liberal que provinha da ilha do Pico.
15. 1832 - 18 de Fevereiro Afunda-se o iate Nerco.
16. 1836 -  Naufrágio junto a costa do Zimbral de uma galé, tendo-se posteriormente recuperado a sua âncora.
17. 1841 - Afunda-se a escuna D. Clara.
18. 1845 – Outubro, naufraga em viagem para Angra, um barco de cabotagem local com 15 pessoas a bordo.
19. 1846 - A 8 de Março, naufrágio junto à Ponta da Queimada de uma lancha que provinha da Calheta (Açores)Calheta. Morrem 27 pessoas.
20. 1846 - A 7 de Janeiro naufrágio da chalupa inglesa Ellen.
21. 1849 – A 17 de Dezembro, naufrágio da escuna Sofia que embate contra na encosta sul do Monte Brasil.
22. 1852 - A 5 de Janeiro, naufraga na Baía das Águas o brigue dinamarquês Odin.
23. 1856 - (1 de Março), naufrágio de uma galé inglesa Europe, que encalha na Prainha.
24. 1857 - A 14 de Novembro, naufrágio Ponta da Queimada do patacho Abrigada.
25. 1858 – (19 de Janeiro), por acção de uma tempestade naufraga a escuna portuguesa denominada Palmira.
26. 1858 – 19 de Janeiro, por acção de uma tempestade naufraga o patacho português (Desengano).
27. 1858 – (23 de Janeiro), por acção de uma tempestade naufraga a escuna inglesa Daring.
28. 1860 - A 7 de Setembro, naufrágio na Praia da Vitória do patacho americano Huner.
29. 1861 – Entre 25 e 26 de Janeiro, por acção de uma tempestade naufraga a escuna Gipsy, destinada à carga da laranja que encalhada na Prainha.
30. 1861 - Entre 25 e 26 de Janeiro, por acção de uma tempestade naufraga o patacho Micaelense, destinado à carga da laranja, barco com de 111 toneladas.
31. 1861 - Entre 25 e 26 de Janeiro, por acção de uma tempestade naufraga o patacho Adolin Sprague, destinado à carga da laranja, com 211 toneladas.
32. 1861 - Entre 25 e 26 de Janeiro, por acção de uma tempestade naufraga, a escuna inglesa Wave Queene, destinado à carga da laranja, com 75 toneladas.
33. 1861 - Entre 25 e 26 de Janeiro, por acção de uma tempestade naufraga o lugre Destro Açoriano, destinado à carga da laranja, com 224 toneladas.
34. 1863 - (18 de Fevereiro), naufrágio da escuna Breeze.
35. 1864 – Naufrágio da escuna inglesa Gurden Rebow.
36. 1864 – (12 de Outubro), naufrágio do brigue Washington.
37. 1865 -  Naufrágio do primeiro navio a vapor na Baía de Angra, o inglês Runher.
38. 1865 - A 27 de Janeiro, naufrágio na Ponta do Negrito da escuna inglesa Clio.
39. 1867 - (11 de Fevereiro), naufrágio da galé inglesa Ferozepore.
40. 1872 - (4 de Agosto), naufraga na Baía de Angra o primeiro navio de origem alemã, o patacho Telegraph.
41. 1872 - Na véspera de Natal, 1.º naufrágio causado pelo temporal, de um bote francês na Ponta do Tamão, Ribeirinha,
42. 1872 - Na véspera de Natal, 2.º naufrágio causado pelo temporal, de um bote francês na Ponta do Tamão, Ribeirinha,
43. 1878 - (16 de Fevereiro), o vapor Lidador de nacionalidade brasileira, encalha no cais da Figueirinha.
44. 1893 - Devido a um ciclone, naufraga a embarcação Segredo dos Açores.
45. 1896 – (13 de Outubro), sob a força do “vento Carpinteiro”, naufraga o patacho Fernão de Magalhães, de 180 toneladas,
46. 1896 – 13 de Outubro, sob a força do “vento Carpinteiro”, naufraga o lugre Príncipe da Beira, de 275 toneladas
47. 1896 – 13 de Outubro, sob a força do “vento Carpinteiro”, naufraga o lugre Costa Pereira, de 196 toneladas.

## século XX
1. 1906 – (30 de Setembro), naufraga o iate Rio Lima, que dá à costa no baixinho do Portinho Novo.
2. 1911 – 26 de Junho, Naufrágio no varadouro das Cinco Ribeiras o vapor de pesca União de 227 toneladas. É ainda é possível (ano 2010) ver a sua caldeira e restos da sua estrutura.
3. 1921 – 28 de Abril, Naufrágio na Baía das Águas do lugre de 405 toneladas Maria Manuela, com 11 tripulantes e comandado pelo capitão Fernando Velha.
4. 1925 – 16 de Junho, Naufrágio na Ponta de São Fernando, o lugre dinamarquês Aero, de 275 toneladas.
5. 1943 – Naufrágio, vítima da Segunda Guerra Mundial e do mau tempo, na Grota do Vale, de um vapor inglês, carregado de material de guerra.
6. 1996 (na noite de 25 para 26 de Dezembro) - Encalhe da embarcação Fernão de Magalhães, destinada a cabotagem inter-ilhas e destas com o continente português pela acção do temporal.[15]